# Expedition 18
L'Expedition 18 è stato il 18º equipaggio della Stazione spaziale internazionale.
I primi due membri della spedizione, Michael Fincke e Jurij Valentinovič Lončakov sono partiti a bordo della Sojuz TMA-13 il 12 ottobre e hanno raggiunto la stazione il 14 ottobre. Essi hanno dato il cambio a Sergej Volkov e Oleg Kononenko che sono tornati sulla Terra con la navetta Sojuz TMA-12 qualche giorno dopo.
Il 14 novembre è stato lanciato lo Space Shuttle Endeavour, nella missione STS-126, dove Sandra Magnus ha sostituito Gregory Chamitoff, il quale è tornato a terra il 28 novembre.
Il 15 marzo la missione STS-119 dello Space Shuttle Discovery ha portato a bordo Koichi Wakata, riportando indietro la Magnus. Mentre il Discovery rientrava a terra, la navetta Sojuz TMA-14 ha attraccato alla stazione spaziale con i primi astronauti della Expedition 19. Tra essi anche il turista spaziale Charles Simonyi, che è tornato per la seconda volta sulla stazione spaziale internazionale.

## Equipaggio
| Ruolo               | Ottobre – Novembre 2008              | Novembre 2008 – Febbraio 2009        | Febbraio – Aprile 2009               |
| ------------------- | ------------------------------------ | ------------------------------------ | ------------------------------------ |
| Comandante          | Michael Fincke, NASA Secondo volo    | Michael Fincke, NASA Secondo volo    | Michael Fincke, NASA Secondo volo    |
| Ingegnere di volo 1 | Jurij Lončakov, Roscosmos Terzo volo | Jurij Lončakov, Roscosmos Terzo volo | Jurij Lončakov, Roscosmos Terzo volo |
| Ingegnere di volo 2 | Gregory Chamitoff, NASA Primo volo   | Sandra Magnus, NASA Secondo volo     | Koichi Wakata, JAXA Terzo volo       |

## Missione
Saranno circa 40 gli esperimenti condotti dall'equipaggio della stazione nei mesi di permanenza, relativi alle ricerche di più di 300 scienziati. Essi saranno condotti sui nuovi laboratori della stazione, Columbus e Kibō, che copriranno molti ambiti di ricerca, tra cui gli studi sull'influenza dell'ambiente a microgravità sugli organismi biologici e sull'uomo e studi sulla fisica dei materiali.
Assieme agli astronauti della missione Shuttle STS-126 inoltre sarà espansa la capienza della Stazione Spaziale Internazionale da 3 astronauti a 6. Sull'Endeavour sarà portata a bordo una cucina, tre posti letto, una toilet e degli attrezzi ginnici aggiuntivi. Verrà inoltre installato un nuovo sistema di riciclo ambientale, che permetterà una maggiore autonomia della stazione.
Nel 2009 gli astronauti della stazione potranno usufruire di ulteriori espansioni, portate con le missioni STS-119 e STS-127. Durante la prima missione, a febbraio, verrà installato il quarto ed ultimo set di pannelli solari (segmento S6), mentre a maggio la seconda missione completerà il laboratorio Kibō, portando a bordo il terzo ed ultimo modulo.

### EVA-1
Fincke e Lončakov hanno condotto la prima passeggiata spaziale della Expedition 18 il 23 dicembre 2008. Iniziando alle 00:51, gli astronauti hanno installato la sonda Langmuir sul Docking Compartment DC1, che rileva i campi elettrici e di plasma, per investigare le anomalie trovate sulla navetta Sojuz TMA-13. Successivamente hanno rimosso il carico scientifico del contenitore BIORISK-MSN dal Docking Compartment. L'esperimento BIORISK studia l'impatto delle condizioni spaziali sui microorganismi.
Hanno installato e connesso un componente dell'esperimento russo IMPULSE sul modulo di servizio e hanno compiuto un controllo delle strutture esterne della Stazione Spaziale attraverso macchine fotografiche. L'esperimento IMPULSE misura i disturbi nella ionosfera attorno alla stazione.
L'esperimento europeo EXPOSE-R è stato installato ma successivamente rimosso e riportato all'interno della stazione spaziale a causa di un malfunzionamento delle comunicazioni.
A causa della mancanza di tempo, non sono stati completati alcuni compiti previsti. Le attività extraveicolari sono terminate alle 06:29, dopo 5 ore e 38 minuti.

### EVA-2
Il 10 marzo 2009 Mike Fincke e Jurij Valentinovič Lončakov hanno effettuato la seconda passeggiata spaziale, della durata di 4 ore e 49 minuti. Durante le attività extraveicolari, i due astronauti hanno installato l'esperimento EXPOSE-R all'esterno del modulo Zvezda. Successivamente hanno preparato l'area del Pirs Airlock per i futuri agganci delle navette Sojuz e Progress.
Hanno ripreso immagini dell'esterno della sezione russa della stazione per controllare la sua condizione dopo un decennio di attività nello spazio. Le immagini saranno analizzate per verificare lo stato delle superfici e dei componenti esterni.
L'esperimento EXPOSE-R (Exposing Specimens of Organic and Biologic Materials to Open Space) è costituito da un contenitore che è stato installato all'esterno del segmento russo della Stazione Spaziale Internazionale. All'interno sono presenti vari campioni biologici, come batteri, funghi e semi di piante. Lo scopo dell'esperimento è studiare l'esposizione dei campioni alle dure condizioni presenti nello spazio, come il vuoto, i raggi ultravioletti, i raggi cosmici ed escursioni estreme di temperatura. In questo modo gli scienziati sperano di comprendere quali organismi biologici terrestri possono sopravvivere nell'ambiente extra-terrestre.

### Attività extraveicolari
|       | Astronauta                    | Inizio                | Fine                  | Durata        | Missione |
| ----- | ----------------------------- | --------------------- | --------------------- | ------------- | --- |
| EVA 1 | Jurij Lončakov Michael Fincke | 23 dicembre 00:51 UTC | 23 dicembre 06:29 UTC | 5 ore, 38 min | Installazione della sonda Langmuir per la misurazione dei campi elettromagnetici sul modulo Pirs. Rimozione dell'esperimento russo BIORISK, tentativo di installazione dell'esperimento EXPOSE-R (non riuscito) ed installazione dell'esperimento IMPULSE. |
| EVA 2 | Lončakov Fincke               | 10 marzo 16:22 UTC    | 10 marzo 21:11 UTC    | 4 ore, 49 min | Installazione dell'esperimento EXPOSE-R, ripresa fotografica delle strutture esterne della porzione russa della stazione |